# Chelipoda parva
Chelipoda parva är en tvåvingeart som beskrevs av Axel Leonard Melander 1928. Chelipoda parva ingår i släktet Chelipoda och familjen dansflugor. Inga underarter finns listade i Catalogue of Life.